# 全国保育士会
全国保育士会（ぜんこくほいくしかい）は、保育士により構成される任意団体である。

## 概要
1951年（昭和31年）7月に保母会が設立。2001年（平成13年）の国家資格化に伴い、現在の名前に改める。
保育に関する啓蒙、啓発活動の他、保育士の利益を守るための活動などを行っている。加盟数は約18万人。「全国保育士会倫理綱領」を定めて活動している。保育士は強制的に加盟する必要はない。

## 本部所在地
- 東京都千代田区霞が関3-3-2 新霞が関ビル 全国社会福祉協議会・児童福祉部内